# Val Canzoi
La Val Canzoi è una valle dolomitica della provincia di Belluno. È percorsa dal torrente Caorame, torrente che nasce dalle pendici sud del monte Sass de Mura, la cima più alta del gruppo del Cimonega (2547 mt), nel pieno del Parco nazionale delle Dolomiti Bellunesi (istituito nel 1988) e patrimonio dell'UNESCO dal 2009.

## Descrizione
La valle è lunga circa 7,5 Km. Essa parte dalla frazione di Toschian, a nord di Soranzen, facente parte del comune di Cesiomaggiore (BL), per arrivare al lago della Stua. Dopo una ripida discesa si passa presso una piccola contrada di nome Bordugo e poco dopo, passato il ponte della Serrada, che attraversa una gola profonda, si giunge alla contrada più grande della valle: Ave. Poco dopo aver nuovamente attraversato il torrente, sulla destra ci si imbatte in una piccola chiesetta del 1300 dedicata a Santa Eurosia e a San Giovanni Battista. La strada prosegue tortuosamente fino al successivo attraversamento del torrente sul ponte Umin. 
Dopo poco meno di un chilometro si giunge alla seconde chiesetta, dedicata a Sant'Antonio. Qualche decina di metri e si arriva presso il Centro di educazione ambientale "La Santina" (Parco nazionale Dolomiti Bellunesi). Da qui parte un percorso ad anello per disabili di circa due chilometri, con alcuni tratti sopraelevati attraverso il bosco. Proseguendo verso nord si giunge alla centrale dell'Enel e al lago della Stua, un bacino artificiale costruito tra il 1952 e 1953 dalla forma a "Y", in cui termina la valle. Sul lato sinistro del lago, nel punto di immissione del torrente Caorame, parte una mulattiera che porta ai "Piani Eterni" nel cuore del parco nazionale. La valle è famosa per le numerose calchere, le fornaci per la calce viva, se ne trovano ancora numerose sparse per la valle.